# 8. Fallschirmjäger-Division
Pour les articles homonymes, voir 8e division.
La 8. Fallschirmjäger-Division (8e division parachutiste) est une des divisions de parachutistes (Fallschirmjäger) de l'armée allemande (Wehrmacht) dans la Luftwaffe durant la Seconde Guerre mondiale.

## Historique
La division a été formée sur ordre le 24 septembre 1944 (avec les FJR.22, 23 et 24), mais la formation a été annulée le 15 octobre 1944. Le FJR.23 est transféré à la 2. Fallschirmjäger-Division, et le Fallschirm-Luftnachrichten-Abteilung est transféré à la Heer le 2 janvier 1945.
La division est réformée en janvier 1945, à Cologne-Wahn de diverses unités ad hoc.
La formation d'autres unités subordonnées ont été planifiées. Le 20 février 1945, le Luftwaffen-festungs-Bataillon XXVII a été absorbée par la division.
La division a combattu aux Pays-Bas, puis se retire en l'Allemagne par ordonnance du Oberbefehlshaber Ouest. Elle est finalement pris au piège dans la poche de la Ruhr en avril 1945 et est détruite.

## Rattachement
| Date                     | Rattachement      | Location                         |
| ------------------------ | ----------------- | -------------------------------- |
| Février 1945 - Mars 1945 | II. FsAK/Fs.AOK.1 | Nijmegen, Kleve, Menzelen, Wesel |
| Avril 1945               | II. FsAK/Fs.AOK.1 | Ems, Weser, poche de la Ruhr     |

## Commandement
| Début          | Fin        | Grade        | Nom           |
| -------------- | ---------- | ------------ | ------------- |
| 6 janvier 1945 | 5 mai 1945 | Generalmajor | Walter Wadehn |

## Chef d'état-major
| Début           | Fin          | Grade | Nom                 |
| --------------- | ------------ | ----- | ------------------- |
| Janvier 1945    | Janvier 1945 | Major | Paul Buckpesch      |
| 15 janvier 1945 | Mai 1945     | Major | Albert Stecken (en) |
| Mai 1945        | Mai 1945     | Major | Helmut Bode         |

## Composition
- Fallschirm-Jäger-Regiment 22
- Fallschirm-Jäger-Regiment 24
- Fallschirm-Jäger-Regiment 32
- Fallschirm-Luftnachrichten-Abteilung 8
- Fallschirm-Pionier-Bataillon 8
- Fallschirm-Feldersatz-Bataillon 8
- Kommandeur der Fallschirm-Jäger-Division Nachschubtruppen 8

Le remplacement des troupes se fait à partir du Fallschirm-Jäger-Ersatz-Bataillon 4